# Barsjön, Västergötland
Barsjön är en sjö i Lilla Edets kommun i Västergötland och ingår i Göta älvs huvudavrinningsområde.